# Stefano Benni

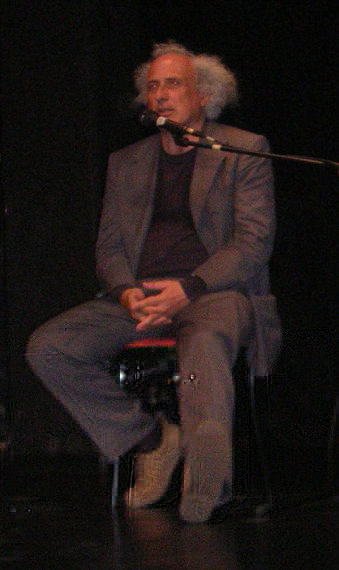
Stefano Benni (2005)

Stefano Benni (* 12. August 1947 in Bologna) ist italienischer Schriftsteller, Journalist und Satiriker. Er lebt in Bologna.

## Leben
Seinen literarischen Durchbruch erlebte Benni 1983 mit dem Roman Terra!. In Italien gilt er als ein erfolgreicher Autor, von seinen Büchern wurden mehr als 2,5 Millionen Exemplare verkauft. 1988 schrieb er das Drehbuch zu dem Film Topo Galileo und war 1989 Coregisseur des Spielfilms Musica per vecchi animali. Von 1992 an schrieb er auch Theaterstücke, von denen viele am Teatro dell'Archivolto in Genua uraufgeführt wurden. Als Kolumnist schreibt er regelmäßig für die Zeitschrift Panorama und die Tageszeitung Il Manifesto.

## Werke
Seine Kurzgeschichten und Romane sind oft surreal bis makaber und brutal und bringen deshalb die Realität des italienischen Alltags sehr nahe. Oftmals handeln seine Geschichten von Freundschaft, Solidarität und Phantasie. Seine Satire greift nicht selten die verlogenen Politiker und die angepassten Massenmedien an. Bennis Stil ist reich an Wortspielen, Wortneubildungen, Anspielungen auf Ereignisse, Personen und andere literarische Werke.
| - Bar Sport (1976) - La tribù di Moro Seduto (1977) - Non siamo stato noi (1978) - Il Benni furioso (1979) - Spettacoloso (1981) - Prima o poi l’amore arriva (1981) - Terra! (1983) - I meravigliosi animali di Stranalandia (1984) - Il ritorno del Benni furioso (1986) - Comici spaventati guerrieri (1986) - Il bar sotto il mare (1987) - Baol (1990) - Ballate (1991) - La Compagnia dei Celestini (1992) - L’ultima lacrima (1994) - Elianto (1996) - Bar Sport Duemila (1997) | - Blues in sedici (1998) - Teatro (1999) - Spiriti (2000) - Dottor Niù, Corsivi diabolici per tragedie evitabili (2001) - Saltatempo (2001) - Teatro 2 (2003) - Achille piè veloce (2003) - Margherita Dolcevita (2005) - Misterioso. Viaggio nel silenzio di Thelonious Monk (2005) - Baldanders (Audiolibro, 2006) - La Grammatica di Dio (Feltrinelli 2007) - Pane e Tempesta (2009) - Le Beatrici (2011) - La Traccia dell’Angelo (2011) - Di tutte le ricchezze (2012) - La bottiglia magica (2016) - Prendiluna (2017) |

### Deutsche Übersetzungen
- Terra! (Terra!) Übers. Pieke Biermann. Verlag Klaus Wagenbach, Berlin 2002 ISBN 3-8031-2427-1
- Komische erschrockene Krieger. (Comici spaventati guerrieri) Übers. Pieke Biermann. Wagenbach, Berlin 2000 ISBN 3-8031-2366-6
- Die Bar auf dem Meeresgrund. (Il bar sotto il mare) Übers. Pieke Biermann. Wagenbach, 1999 ISBN 3-8031-2344-5
- Baol oder Die magischen Abenteuer einer fieberhaften Samstagnacht. (Baol) Übers. Jochen Koch. Wagenbach, 2000
- Die letzte Träne. (L’ultima lacrima) Übers. Hinrich Schmidt-Henkel. Beck und Glückler, Freiburg 1996 ISBN 3-89470-419-5
  - Es gibt keine schlechten Menschen, sagte der Bär, wenn sie gut zubereitet sind. Bastei Lübbe Taschenbuch, Imprint der Verlagsgruppe Lübbe, 1999 ISBN 3-404-92022-8
- Geister. (Spiriti) Übers. Hinrich Schmidt-Henkel. Wagenbach, 2001 ISBN 3-8031-3156-1
- Der Zeitenspringer. (Saltatempo) Übers. Moshe Kahn. Wagenbach, 2004 ISBN 3-8031-3191-X
- Der schnellfüssige Achilles. (Achille piè veloce) Übers. Moshe Kahn. Wagenbach, 2006 ISBN 3-8031-3200-2
- Brot und Unwetter. Roman. (Pane e tempesta) Übers. Mirjam Bitter. Wagenbach, Berlin 2011[2][3]

### Die letzte Träne
Die Kurzgeschichtensammlung Die letzte Träne wurde 1996 als deutsche Ausgabe im Verlag Beck und Glückler veröffentlicht.
Die Originalausgabe stammt von 1994 und wurde unter dem Titel L’ultima lacrima im Verlag Giangiacomo Feltrinelli veröffentlicht. Eine Lizenzausgabe unter dem Titel Es gibt keine schlechten Menschen, sagte der Bär, wenn sie gut zubereitet sind wurde von BLT (Verlagsgruppe Lübbe) ab 1999 verlegt. Das Buch enthält 24 Kurzgeschichten, von denen die Kürzeste eine halbe Seite, die längste 19 Seiten lang ist. Die Geschichten enthalten Elemente von Fabeln und Science Fiction, sind jedoch größtenteils gesellschaftskritische Beschreibungen der Gegenwart. Oft sind es Abwandlungen bekannter Situationen, die jedoch durch die Abwandlung skurril erscheinen. Auf diese Art werden bekannte Muster hinterfragt. Ein Beispiel hierfür ist die Geschichte Ein schlechter Schüler, in der die Schüler die Geschichte von Talk Shows und Soap Operas lernen müssen und für Interesse an Biologie gerügt werden. Das Buch ist Umberto Angelucci und Luca Torrealta gewidmet.